# Sclerolobium hypoleucum
Sclerolobium hypoleucum är en ärtväxtart som beskrevs av George Bentham. Sclerolobium hypoleucum ingår i släktet Sclerolobium och familjen ärtväxter. Inga underarter finns listade i Catalogue of Life.